# Dimeria sivarajanii
Dimeria sivarajanii là một loài thực vật có hoa trong họ Hòa thảo. Loài này được N.Mohanan & Ravi mô tả khoa học đầu tiên năm 1996.